# Egentliga bladmossor
De egentliga bladmossorna (Bryopsida) är den klass i divisionen bladmossor som innehåller flest arter; antalet uppskattas till 9 000 vilka finns representerade över hela jordklotet. De egentliga bladmossorna kännetecknas av att peristomet har tandkransar som byggs upp av celldelar, inte hela celler; så kallat arthodontiskt peristom.
De egentliga bladmossorna saknar som andra mossor rötter. De håller sig fast vid underlaget med hjälp av rhizoider. Även på ovansidan kan det finnas rhizoider, men deras syfte är då ett annat, nämligen att samla in vatten och även näring från regn och annan nederbörd.
De egentliga bladmossornas livscykel kan indelas i ett antal faser. De förökar sig med hjälp av sporer, vilka gror och bildar en förgrodd (protonema). Från protonemat skjuter ett skott med stam och blad upp; ibland blir rester av protonemat kvar runt skottets bas. Protonemat och skottet är bladmossans gametofyta fas och har en enkel kromosomuppsättning.
Om skottet blir befruktat bildas en sporkapsel, bladmossans sporofyta fas, som har dubbel kromosomuppsättning. Sporkapseln kan antingen sitta högst upp på stammen (akrokarp) eller en bit ned på stammen (pleurokarp). Upprätt växande bladmossor är vanligen akrokarpa, medan krypande bladmossor är pleurokarpa. Observera att akrokarp och pleurokarp inte är taxonomiska begrepp, och att bladmossorna alltså inte kan grupperas baserat på denna faktor.

## Systematik
Klassen indelas i ett antal underklasser och en mängd ordningar. Här ges en lista över ordningarna som följer den indelning som görs i Nationalnyckeln, dock återgiven i alfabetisk ordning.
- Archidiales
- Bryales
- Bryoxiphiales
- Buxbaumiales
- Dicranales
- Diphysciales
- Encalyptales
- Funariales
- Grimmiales
- Hedwigiales
- Hookeriales
- Hypnales
- Orthotrichales
- Pottiales
- Splachnales
- Timmiales